# Route départementale 124 (Yvelines)
Pour les articles homonymes, voir Route départementale 124.
La route départementale 124 ou D124, est un axe nord-sud secondaire du nord-est du département des Yvelines.

## Itinéraire
Dans le sens nord-sud, les communes traversées sont :
- Moisson ;
- Freneuse.